# Nordenskjöld Outcrops
Nordenskjöld Outcrops är en bergstopp i Antarktis. Den ligger i Västantarktis. Argentina, Chile och Storbritannien gör anspråk på området.
Terrängen runt Nordenskjöld Outcrops är huvudsakligen kuperad, men söderut är den platt. Havet är nära Nordenskjöld Outcrops åt sydväst. Trakten är obefolkad. Det finns inga samhällen i närheten.